# Denya
Le denya (ou agnang, anyah, anyan, anyang, eyan, nyang, obonya, takamanda) est une langue bantoïde méridionale parlée au Cameroun, dans la Région du Sud-Ouest, le département du Manyu, au centre et au sud de l'arrondissement d'Akwaya, ainsi qu'au nord de l'arrondissement de Mamfé, dans la réserve forestière de Takamanda, par environ 11 200 personnes (1982). 